# ミマロパ地方
ミマロパ地方（ミマロパちほう、MIMAROPA）は、フィリピン西部の地方である。正式名称は南西タガログ地方（なんせいタガログちほう）。中心地はカラパンだが、旧南タガログ地方の名残で多くの地方官庁はマニラ首都圏のケソン市にある。人口は約323万人（2020年国勢調査）。

## 名称
法令上の正式名称は南西タガログ地方（英語: Southwestern Tagalog Region）。通称はミマロパ地方（MIMAROPA Region、すべて大文字）。
ミマロパとは、ミンドロ・マリンドゥク・ロンブロン・パラワンそれぞれの州の頭文字をとってこう呼ばれている。
2016年7月17日までの略称は Region IV-Bであった。

## 歴史

### エドゥサ革命後
2002年5月17日、南タガログ地方（Region IV）が2つに分割され、カラバルソン地方（Region IV-A）とミマロパ地方（Region IV-B）が誕生した。
2005年5月23日、パラワン州が西ビサヤ地方に移動するという大統領令が出されたが、準備不足を理由に8月19日の行政命令によって凍結された。

## 行政区画
2024年9月時点で5州、2都市、71自治体、1460バランガイが属している。
- ミンドロ島、ルバング島
  - 西ミンドロ州（オクシデンタル・ミンドロ州）
  - 東ミンドロ州（オリエンタル・ミンドロ州）
    - カラパン（構成都市、CC）
- ボアク島（マリンドゥク島）
  - マリンドゥク州
- ロンブロン島、タブラス島、シブヤン島
  - ロンブロン州
- パラワン島
  - パラワン州
  - プエルト・プリンセサ（高度都市化都市、HUC）